# Methles
Methles is een geslacht van kevers uit de familie  waterroofkevers (Dytiscidae).
Het geslacht is voor het eerst wetenschappelijk beschreven in 1882 door Sharp.

## Soorten
Het geslacht omvat de volgende soorten:
- Methles caucasicus Riha, 1974
- Methles cribratellus (Fairmaire, 1880)
- Methles freyi Guignot, 1953
- Methles indicus Régimbart, 1899
- Methles laevis Zimmermann, 1933
- Methles punctatissimus Gschwendtner, 1943
- Methles rectus Sharp, 1882
- Methles spinosus Sharp, 1882